# أناليز كوك
أناليز كوك (بالإنجليزية: Annelies Cook)‏ هي متسابقة بياثل أمريكية، ولدت في 1 أغسطس 1984 في بروفيدنس في الولايات المتحدة.

## وصلات خارجية
- أناليز كوك على موقع IBU (الإنجليزية)
- أناليز كوك على موقع الاتحاد الدولي للتزلج (التزلج الريفي) (الإنجليزية)
- أناليز كوك على موقع اللجنة الأولمبية الدولية (الإنجليزية)
- أناليز كوك على موقع أوليمبيديا (الإنجليزية)
- أناليز كوك على موقع اللجنة الأولمبية والبارالمبية الأمريكية (الإنجليزية)